# Olof Stahre
Nils Olof (Olof) Stahre (Lerum, 19 april 1909 - Blentarp, 7 maart 1988) was een Zweeds ruiter, die gespecialiseerd was in eventing. Stahre behaalde tijdens de Olympische Zomerspelen 1948 de vijftiende plaats individueel en de zilveren medaille in de landenwedstrijd. Vier later werd Stahre achtste individueel en won de gouden medaille in de landenwedstrijd. Na afloop van deze spelen werd hij coach van Petrus Kastenman die tijdens de Olympische Zomerspelen 1956 de gouden medaille behaalde in individuele wedstrijd eventing.

## Resultaten
- Olympische Zomerspelen 1948 in Londen 15e individueel eventing met Komet
- Olympische Zomerspelen 1948 in Londen  landenwedstrijd eventing met Komet
- Olympische Zomerspelen 1952 in Helsinki 8e individueel eventing met Komet
- Olympische Zomerspelen 1952 in Helsinki  landenwedstrijd eventing met Komet

1912: Nordlander, Adlercreutz, Casparsson,  Horn af Åminne ·
1920: Mörner, Lundström, von Braun,  Dyrsch ·
1924: Van der Voort van Zijp, Pahud de Mortanges, De Kruijff,  Colenbrander ·
1928: Pahud de Mortanges, De Kruijff, Van der Voort van Zijp ·
1932: Thomson, Chamberlin, Argo ·
1936: Stubbendorf, Lippert, von Wangenheim ·
1948: Henry, Anderson, Thomson ·
1952: von Blixen-Finecke, Stahre, Frölén ·
1956: Weldon, Rook, Hill ·
1960: Morgan, Lavis, Roycroft ·
1964: Checcoli, Angioni, Ravano ·
1968: Allhusen, Meade, Jones ·
1972: Meade, Gordon-Watson, Parker, Phillips ·
1976: Coffin, Plumb, Davidson, Tauskey ·
1980: Blinov, Salnikov, Volkov, Rogosjin ·
1984: Plumb, Stives, Fleischmann, Davidson ·
1988: Erhorn, Baumann, Kaspareit, Ehrenbrink ·
1992: Green, Rolton, Hoy, Ryan ·
1996: Schaeffer, Rolton, Hoy, Dutton ·
2000: Dutton, Hoy, Tinney, Ryan ·
2004: Boiteau, Lyard, Courrèges, Teulère, Touzaint ·
2008: Thomsen, Ostholt, Dibowski, Klimke, Romeike ·
2012: Auffarth, Jung, Klimke, Schrade, Thomsen ·
2016: Laghouag, Lemoine, Nicolas, Vallette ·
2020: Collett, McEwen, Townend ·
2024: Canter, Collett, McEwen